# سان-موريس-دو-بينوس
سان-موريس-دو-بينوس (بالفرنسية: Saint-Maurice-de-Beynost)‏ هي بلدية فرنسية تقع في إقليم الآن في فرنسا. رمز إنسي لها هو:1376. أما الرمز البريدي لها فهو: 1700.